# Šuker
Šuker je hrvatsko prezime.
Neke od poznatih osoba s prezimenom Šuker:
- Davor Šuker (u. 1968.), bivši predsjednik Hrvatskog nogometnog saveza
- Ivan Šuker (1957. – 2023.), hrvatski političar i ministar
- Jozo Šuker (u. 1986.), hrvatski televizijski i filmski glumac